# Ясакар
Ясакар (бел. Ясакар) — посёлок в Морозовичском сельсовете Буда-Кошелёвского района Гомельской области Белоруссии.

## География

### Расположение
В 6 км на юго-восток от районного центра и железнодорожной станции Буда-Кошелёвская (на линии Жлобин — Гомель), 41 км от Гомеля.

### Гидрография
На западе мелиоративный канал и река Уза (приток реки Сож).

## Транспортная сеть
Рядом автодорога Буда-Кошелёво — Уваровичи. Планировка состоит из прямолинейной улицы, ориентированной с юго-запада на северо-восток и застроенной двусторонне деревянными домами усадебного типа.

## История
Основан в начале 1920-х годов переселенцами с соседних деревень на бывших помещичьих землях. В 1930 году жители посёлка вступили в колхоз. В 1959 году в составе совхоза «Морозовичи» (центр — деревня Морозовичи).

## Население

### Численность
- 2004 год — 22 хозяйства, 41 житель.

### Динамика
- 1959 год — 144 жителя (согласно переписи).
- 2004 год — 22 хозяйства, 41 житель.